# Машков Анатолій Андрійович
Анатолій Андрійович Машков (7 вересня 1946, селище Калиновка, тепер Новокузнецького району Кемеровської області, Російська Федерація) — радянський діяч, старший нагрівальник середньосортного цеху Кузнецького металургійного комбінату імені Леніна міста Новокузнецьк Кемеровської області. Член ЦК КПРС у 1990—1991 роках.

## Життєпис
У 1964 році закінчив професійно-технічне училище № 13 міста Новокузнецька.
У 1964—1965 роках — слюсар-монтажник тресту «Сибметалургмонтаж» міста Новокузнецька Кемеровської області.
З 1965 по 1968 рік служив у Радянській армії.
У 1968—1973 роках — зварювальник Кузнецького металургійного комбінату імені Леніна міста Новокузнецьк Кемеровської області.
Член КПРС з 1971 року.
У 1973 році закінчив середню школу міста Новокузнецька.
У 1973—1980 роках — нагрівальник, з 1980 року — старший нагрівальник середньосортного цеху Кузнецького металургійного комбінату імені Леніна міста Новокузнецьк Кемеровської області.
Подальша доля невідома.